# Deroplia elongata
Deroplia elongata là một loài bọ cánh cứng trong họ Cerambycidae.